# Наборно-пишущая машина
Набо́рно-пи́шущая маши́на — полиграфическая и издательская машина, изготовляющая на специальных формных материалах (фольге, восковках, бумагах, плёнках и др.) печатные или фотоформы для воспроизведения текста и постраничные оригиналы с различной шириной букв и знаков.

## История
В 1870 году русский изобретатель Михаил Иванович Алисов изобрёл наборно-пишущую машину известную как «Скоропечатник» или «Скорописец» с целью замены каллиграфического переписывания бумаг и рукописей, машинка для перевода на литографский камень. Скоропечатник был пригоден для своей цели, получил медали и высокие отзывы на трёх Всемирных выставках в Вене (1873), Филадельфии в (1876) и Париже (1878), Русское императорское техническое общество присудило медаль. По устройству печати и внешнему виду она значительно отличалась от большинства знакомых нам машин, на ней пробивалась восковая бумага, которая потом подвергалась размножению на ротаторе.
Популярной машина так и не стала. После получения в 1877 году первой серийной партии изготовленных в Англии машин их приравняли к типографским машинам, вследствие чего всё, что на них печаталось, следовало подвергать цензуре. Связано это было с тем, что она давала оттиски превосходного качества, совершенно сходные с типографскими. Из-за обязательного цензурирования никто не захотел приобретать эти пишущие машины и изобретатель должен был открыть своё заведение для печатания лекций, просуществовавшее весьма непродолжительное время.